# Le Méridien Étoile
Le Méridien Étoile est un hôtel de l'enseigne Le Méridien, faisant partie du groupe Marriott International, et situé près de la Porte Maillot, boulevard Gouvion-Saint-Cyr, dans le 17e arrondissement de Paris.

## Histoire
L'hôtel a ouvert en 1972. Premier établissement de la chaîne Le Méridien, sa construction fut l'œuvre de la division hôtels de la compagnie aérienne Air France. En effet, avec l'apparition des avions gros porteurs (Boeing 747) au début des années 1970, la capacité hôtelière parisienne étant alors limitée, Air France entreprit la construction du premier hôtel grand porteur dans la capitale. Ce fut le lancement du Méridien Étoile, accompagné ensuite du développement de la chaîne hôtelière à l'étranger, dans les principales escales d'Air France.
Avec ses 1 025 chambres et suites, il s'agit toujours aujourd'hui du plus grand hôtel de Paris en termes de capacité. Construit sur 9 étages, l'hôtel est situé juste en face de l'hôtel Hyatt Regency Paris Étoile. Il est classé 4 étoiles et emploie environ 600 personnes.
Navire amiral de la chaîne Le Méridien, il suit les vicissitudes de son histoire depuis sa création. Après des années fastes, Air France cède les hôtels Le Méridien en 1994. Ceux-ci passeront aux mains de différents propriétaires, avant que le groupe hôtelier américain Starwood rachète la marque en 2006, en partenariat avec la banque Lehman Brothers. L'opération permet à Starwood (qui exploite entre autres les marques hôtelières Sheraton et Westin) de diversifier son portefeuille, d'accroître sa présence dans certaines régions (Europe, Afrique, Moyen-Orient) et d'offrir une image plus européenne.
En 2016, Marriott International rachète le groupe Starwood et devient le premier groupe hôtelier mondial.
Cette nouvelle situation permet au Méridien Étoile d'accomplir certaines mutations : il devient hôtel membre du programme de fidélisation Marriott Bonvoy (Marriott International), intègre de multiples standards propres à son nouveau groupe, et lance un ambitieux programme de rénovation, avec de nouvelles chambres signées par l'architecte français Jean-Philippe Nuel.
Doté d'un vaste centre de conférences, d'un restaurant Le Jazz Club Étoile, l'hôtel Le Méridien Étoile est une sorte de plaque tournante qui a vu défiler dans ses murs toutes les grandes personnalités du dernier quart du XXe siècle.
Sa clientèle est majoritairement composée d'hommes d'affaires, ainsi que de congressistes, la proximité immédiate du Palais des congrès de Paris drainant un public important. Enfin, ce fut aussi un haut lieu de la prostitution parisienne, abritant de nombreuses escortes jusque dans les années 2014-2015.
En avril 2014, il est annoncé que l'hôtel, propriété du fonds d'investissement Starwood Capital Group, va être vendu à un autre fonds américain, Mount Kellett, pour 300 millions d'euros, tout en restant exploité par Starwood. Mount Kellet l'a ensuite vendu à Henderson Park en novembre 2016 pour 365 millions d'euros. En 2016, Marriott International fait l'acquisition du groupe hôtelier Starwood, qui a continué à exploiter l'hôtel. La marque « Le Méridien » est intégrée dans ce rachat.
Ce site est desservi par la station de métro Porte Maillot (Ligne 1) et la Gare de Neuilly - Porte Maillot (ligne C du RER). Il est à proximité des points de départ par autocar vers les aéroports Charles-de-Gaulle à Roissy (Le Bus Direct naguère Les Cars Air France) et de Beauvais-Tillé.